# ليديا شيرمان
ليديا شيرمان (بالإنجليزية: Lydia Sherman) هي قاتلة متسلسلة أمريكية، ولدت في 24 ديسمبر 1824 في بورلينغتون في الولايات المتحدة، وتوفيت في 16 مايو 1878.